# Lillian Elidah
Lillian Elidah é uma chef zambiana, graduada pela Academia de Artes Culinárias César Ritz, na Suíça, e agora é dona e administra o seu restaurante Twaala, em Lusaka, Zâmbia.

## Carreira
Lillian Elidah nasceu em Lusaca, Zâmbia, mas a maior parte da sua infância foi passada na Suécia, onde se formou na faculdade. Ela decidiu tornar-se num chef profissional e treinou na Cesar Ritz Culinary Arts Academy, na Suíça, onde obteve um diploma em artes culinárias.  Depois de treinar na Suíça, ela trabalhou na França como chef, onde foi orientada por Anthony Leboube.
Aos 19 anos, tornou-se escritora de culinária do jornal nacional zambiano The Post, a mais jovem escritora que fazia parte da equipa do jornal.
  Ela começou a sua própria empresa de catering, Twaala Catering, e abriu um restaurante chamado Twaala Restaurant. No restaurante, ela serve cozinha de fusão europeia / africana.  O seu trabalho empresarial foi destacado em um relatório do programa da empresa privada Nyamuka Zambia, financiado pelo Departamento para o Desenvolvimento Internacional do Reino Unido.